# Мопан (язык)
Мопан — язык народа мопан. Принадлежит к юкатекской ветви майяской языковой семьи. Имеется около 8000 носителей, из них 6093 проживают в Белизе (округа Толедо, Станн-Крик и Кайо) и около 2000 — на востоке Гватемалы, в департаменте Петен.
Порядок слов — VOS. В качестве письменности используется латиница.